# Olympische Jugend-Winterspiele 2020/Teilnehmer (Aserbaidschan)
| Gelbes Symbol für Goldmedaillen mit stilisierten Olympischen Ringen | Graues Symbol für Silbermedaillen mit stilisierten Olympischen Ringen | Braundes Symbol für Bronzemedaillen mit stilisierten Olympischen Ringen |
| ------------------------------------------------------------------- | --------------------------------------------------------------------- | ----------------------------------------------------------------------- |
| —                                                                   | —                                                                     | —                                                                       |

Aserbaidschan nahm an den Olympischen Jugend-Winterspielen 2020 in Lausanne mit einer Athletin im Eiskunstlauf teil. Es war die erste Teilnahme an Olympischen Jugend-Winterspielen des Landes.

## Teilnehmer nach Sportarten

### Eiskunstlauf
| Athleten          | Wettbewerbe | Kurzprogramm | Kurzprogramm | Kür    | Kür  | Gesamt | Gesamt |
| Athleten          | Wettbewerbe | Punkte       | Rang         | Punkte | Rang | Punkte | Rang   |
| ----------------- | ----------- | ------------ | ------------ | ------ | ---- | ------ | ------ |
| Mädchen           |             |              |              |        |      |        |        |
| Ekaterina Ryabova | Einzel      | 59,30        | 9            | 110,07 | 8    | 169,37 | 8      |